# 西浦町 (蒲郡市)
西浦町（にしうらちょう）は、愛知県蒲郡市の地名。

## 地理
三河湾に突き出した西浦半島一帯と、形原台地にかけての地域を占めている。西浦半島には温泉街の西浦温泉がある。

## 歴史

### 近世以前
古墳として円墳の原山1号墳・原山2号墳がある。かつては形原郷の一部であり、形原城から見て西にある浦だったことが名称の由来である。
文亀年間（1501年～1504年）には既に稲生港に突堤が築造されたとされ、古くから三河湾における寄港地となっていた。西浦で産出する花崗岩は名古屋城の築城にも用いられた。

### 近現代

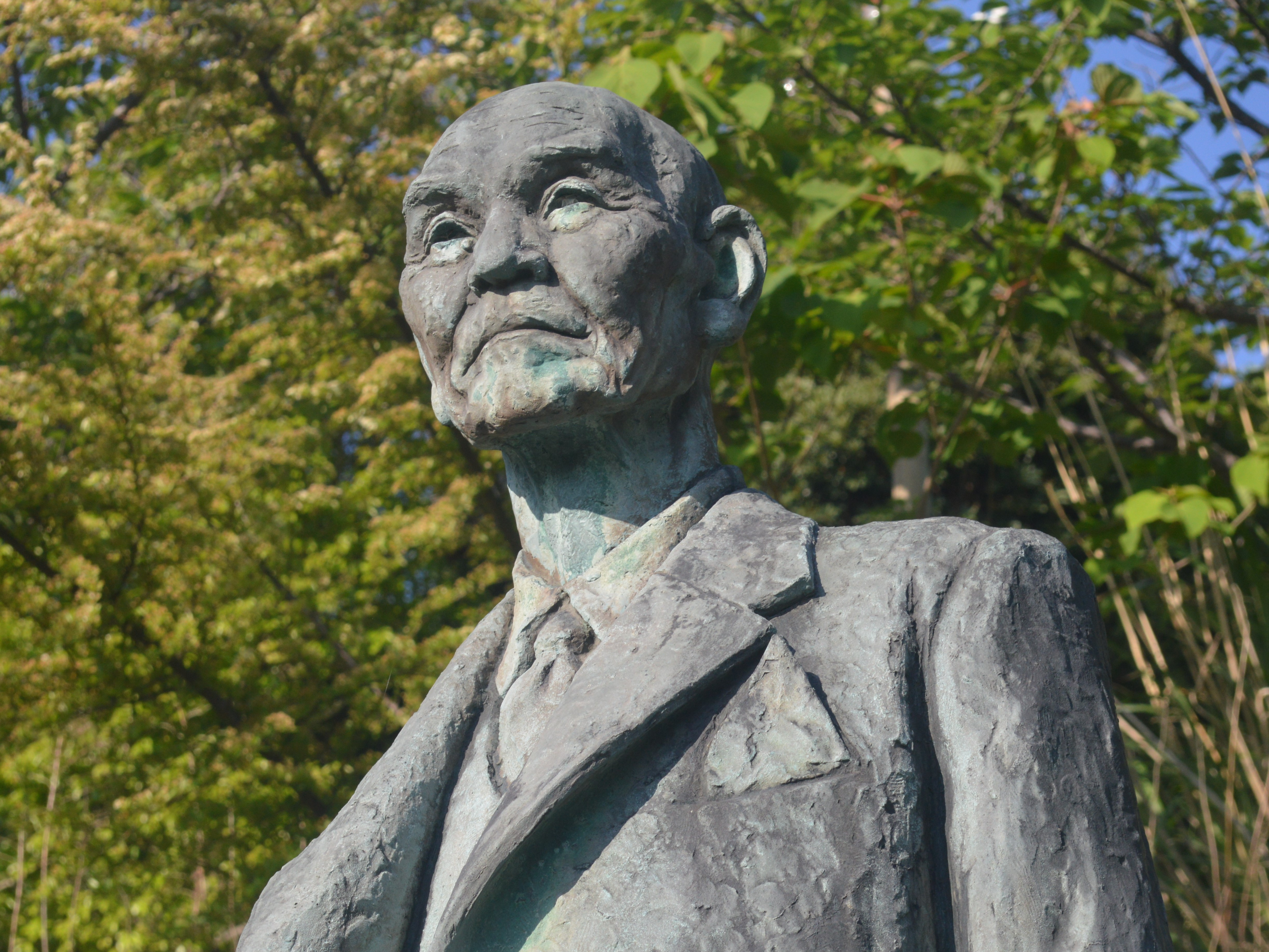
西浦町長を務めた岡田紋三郎

1889年（明治22年）10月1日、町村制施行によって宝飯郡西浦村が発足した。明治時代初期の経済の中心は農業だったが、近代には海運業や漁業が発展した。
1936年（昭和11年）7月24日、三河鉄道（現・名鉄蒲郡線）西浦駅が開業した。1944年（昭和19年）2月11日、西浦村が町制施行して西浦町が発足した。
戦後の1947年（昭和22年）には西浦町立西浦中学校が開校した。1954年（昭和29年）には西浦温泉の開発を開始し、西浦半島が観光地として発展した。
1963年（昭和38年）4月1日、宝飯郡西浦町は蒲郡市に編入し、蒲郡市役所西浦出張所が設置された。同年には倉舞港に西浦マリーナが完成し、1971年（昭和46年）には橋田鼻灯台が点灯開始した。1970年（昭和45年）の世帯数は1792戸であり、人口は7736人だった。1980年（昭和55年）の世帯数は2002戸であり、人口は8154人だった。
1981年（昭和56年）時点の西浦漁港の組合員数は339人であり、売上高は鮮魚が10億9800万円、海苔が2000万円だった。愛知県内で沖合底引網漁業を行っているのは形原漁港と西浦漁港のみである。

## 経済

### 観光業

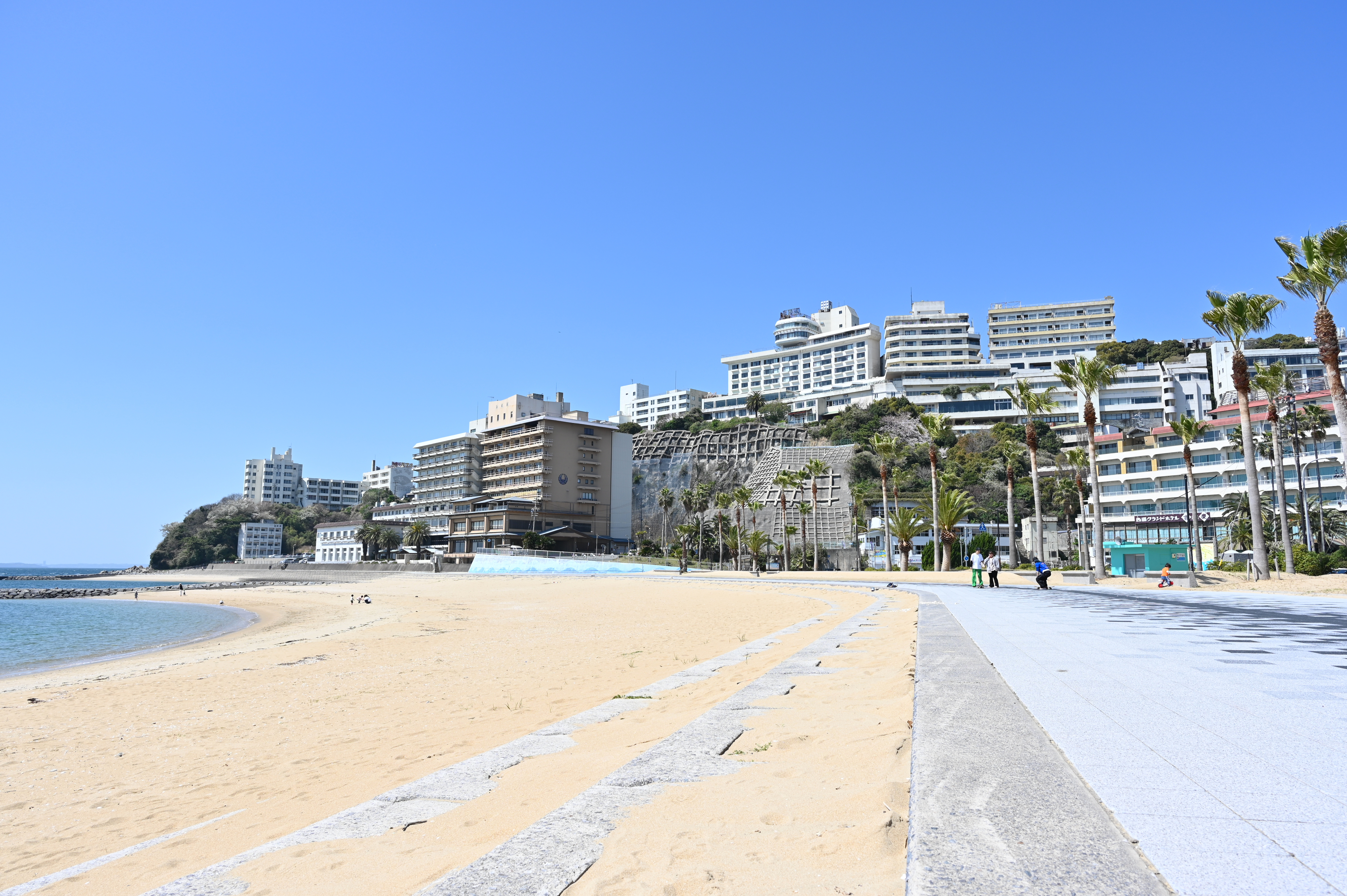
戦後に開発された西浦温泉

西浦半島は三河湾の眺望に優れており、1887年（明治20年）頃には潮湯治が行われるようになった。1954年（昭和29年）には本格的に西浦温泉の開発が始まり、1960年（昭和35年）頃以降には近畿地方・名古屋市・岡崎市などの企業が参入して宿泊施設が増加した。1968年（昭和43年）の西浦温泉の旅館・ホテル数は20軒だったが、宿泊施設の大型化や高級化が進んだ結果、1983年（昭和58年）には13軒となった。

## 教育
- 蒲郡市立西浦小学校
- 蒲郡市立西浦中学校

## 施設

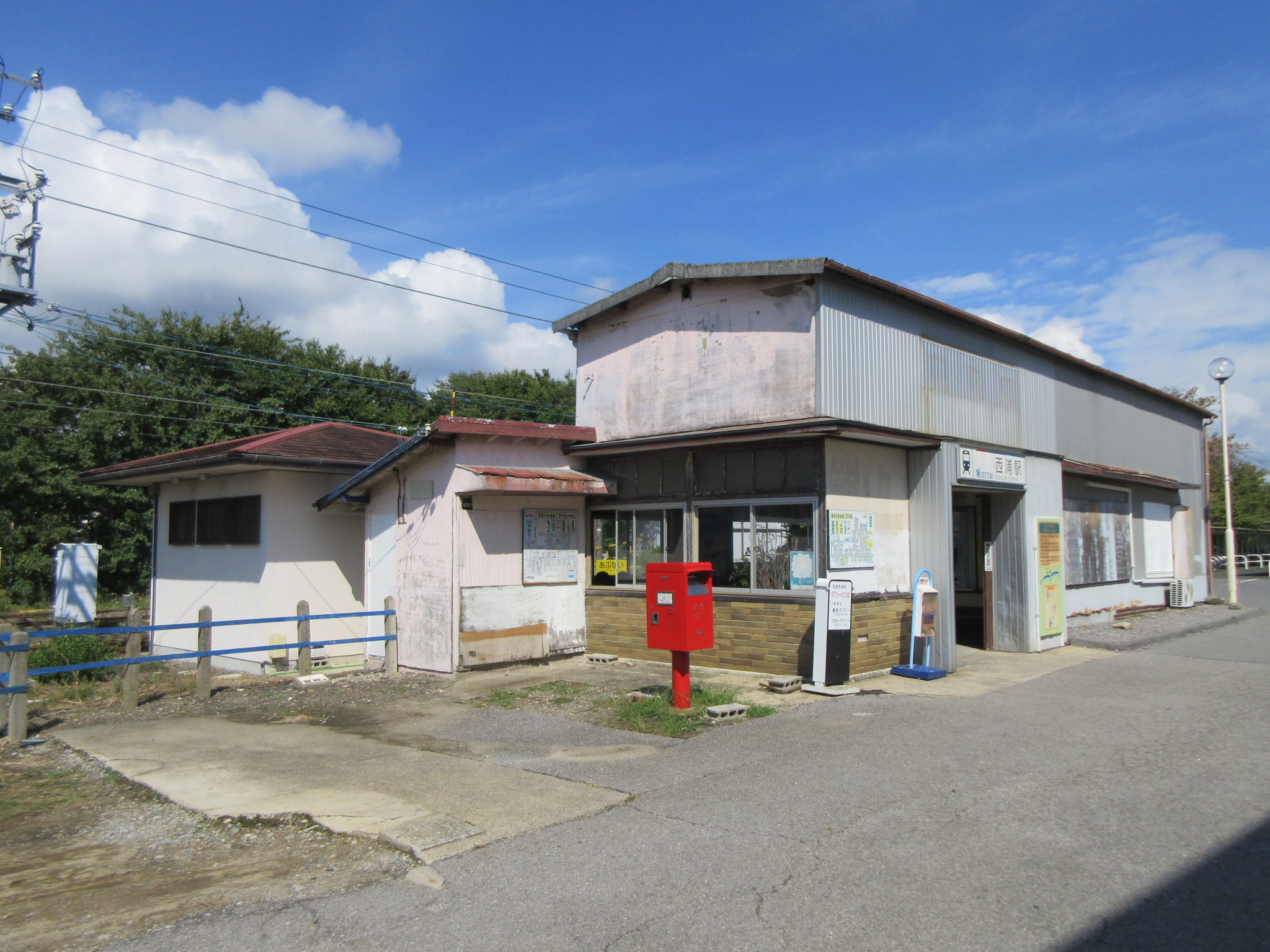
名鉄蒲郡線西浦駅

- 名古屋鉄道蒲郡線西浦駅

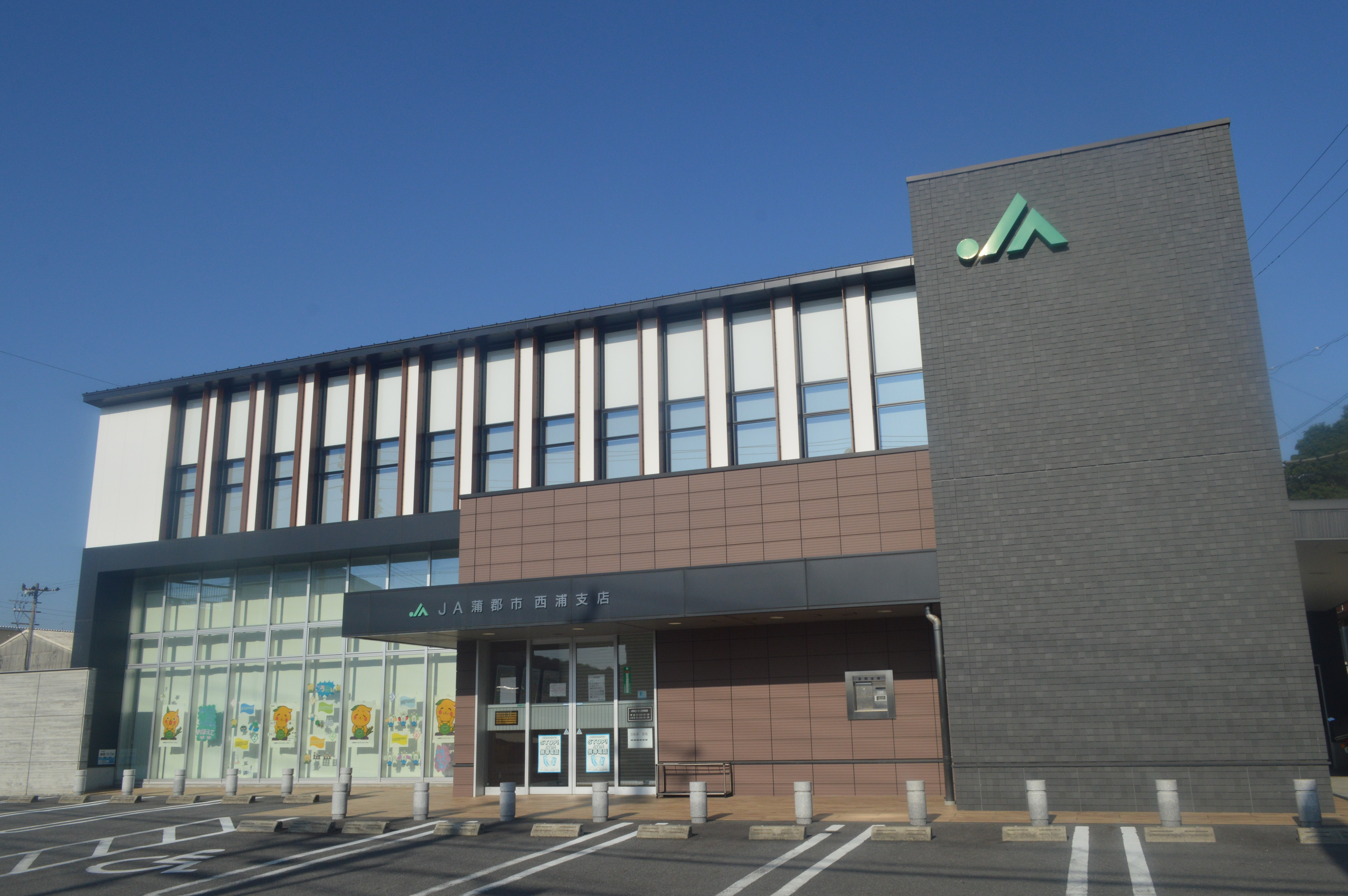
JA蒲郡市西浦支店
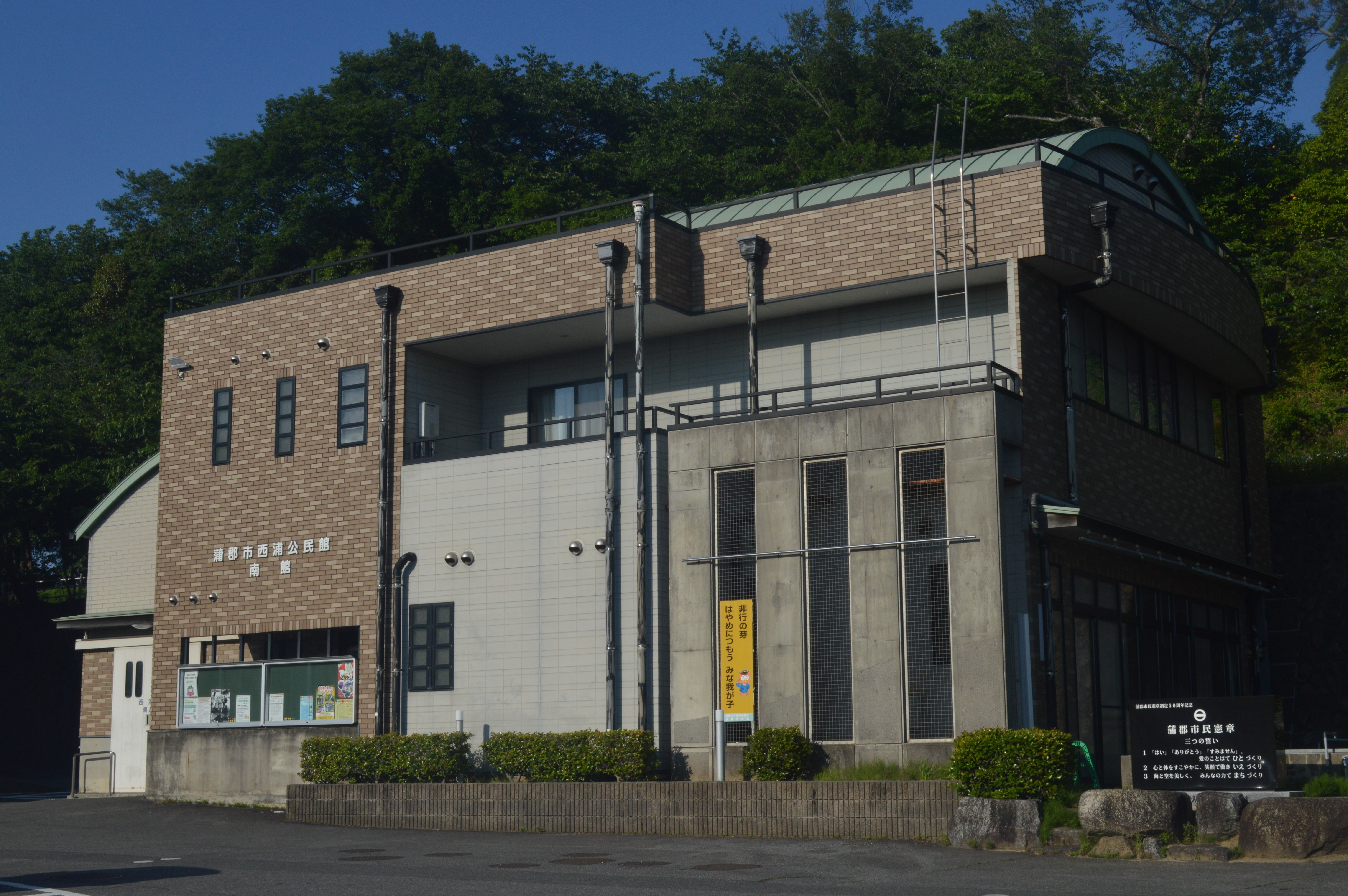
蒲郡市西浦公民館

- JA蒲郡市西浦支店
- 蒲郡市西浦公民館

## 名所・旧跡・観光スポット
- 稲村神社
- 竜田天神社
- 八王子神社

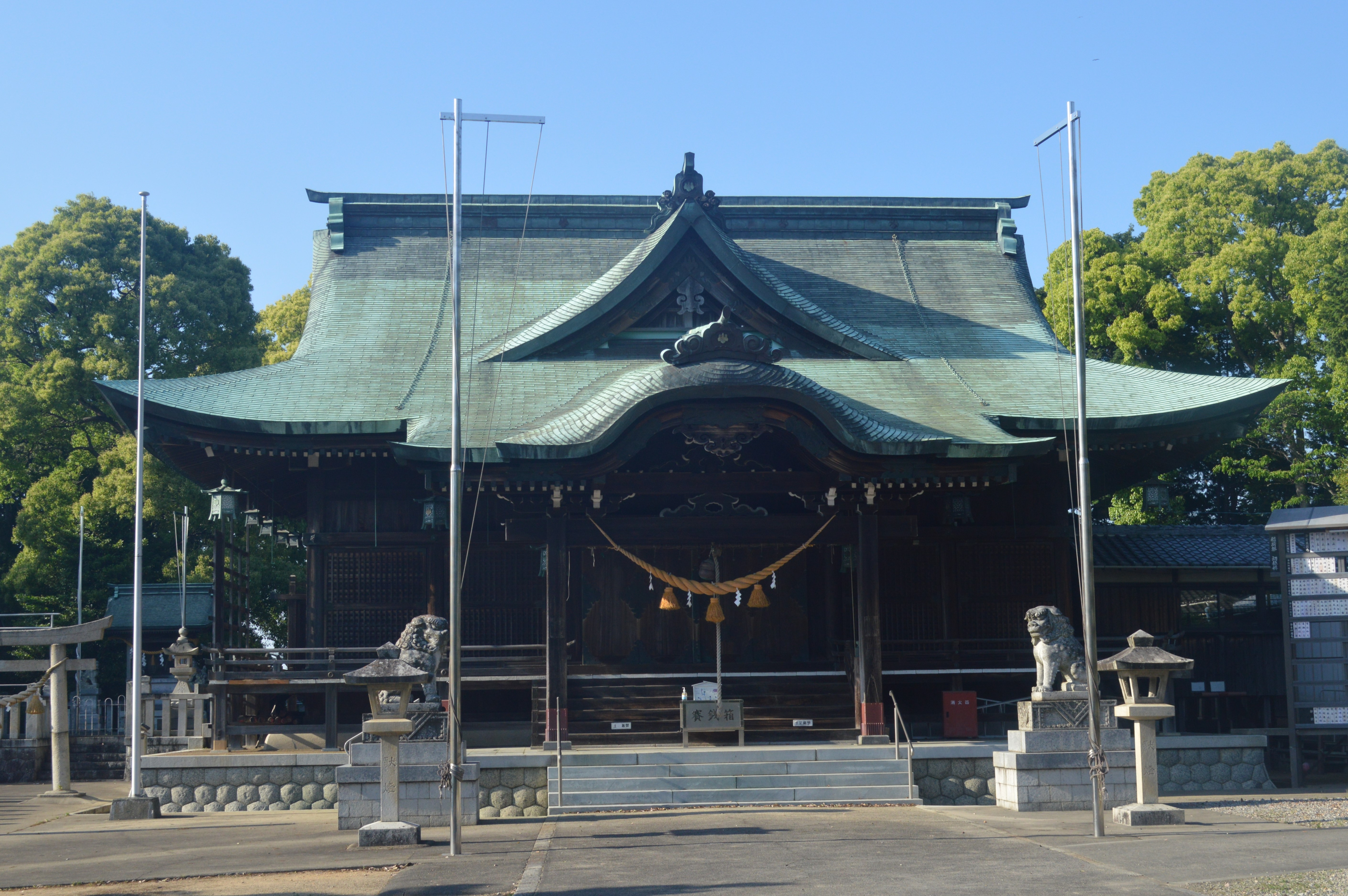
八王子神社

- 無量寺 - 西浦不動とも呼ばれる真言宗の寺院。
- 西浦温泉 - 「東海の熱海」として知られる温泉街[5]。
- 西浦温泉海水浴場 - 西浦温泉街にある海水浴場。1999年に西浦温泉パームビーチに改称[6]。

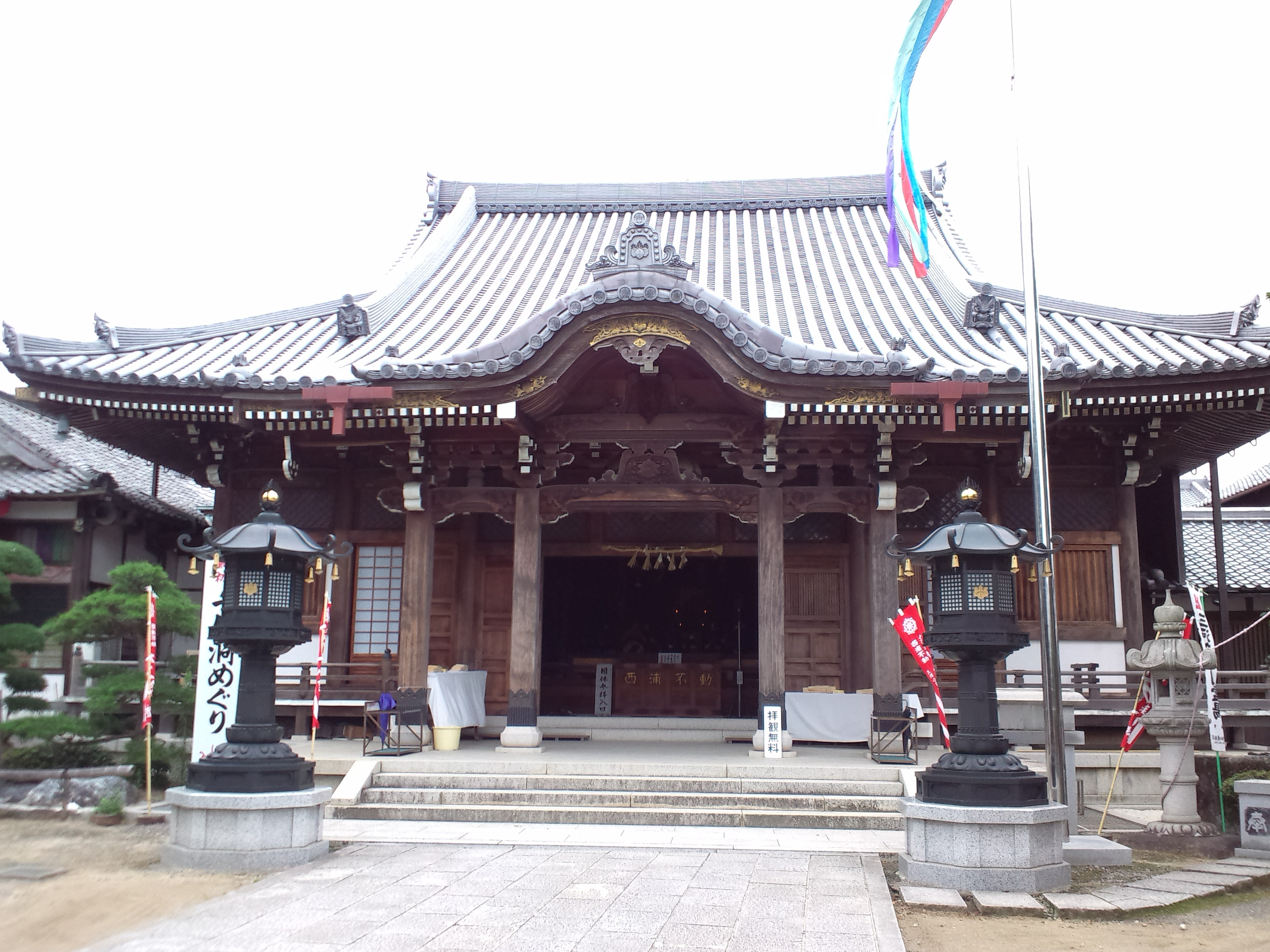
無量寺

## 出身者
- 岡田紋三郎 - 西浦村長、西浦町長。西浦町における信用組合の生みの親、漁業組合の育ての親。
- 磯部常治 - 弁護士。第二東京弁護士会副会長。帝銀事件で平沢貞通の弁護を担当。銀座母娘殺し事件で犯罪被害者となる。